# سياتل ساوندرز (1974–1983)
كان فريق سياتل ساوندرز فريق كرة القدم المحترف بالولايات المتحدة ومقره سياتل، واشنطن. تأسس الفريق في عام 1974، وينتمي إلى دوري أمريكا الشمالية لكرة القدم (1968-1984) حيث لعب كل من كرة القدم المصغرة وكرة القدم. تم طي الفريق بعد موسم 1983 NASL في الهواء الطلق.

## تاريخه
تم اقتراح فريق توسعة سياتل لدوري كرة القدم لأمريكا الشمالية في أوائل عام 1973 كجزء من القسم الغربي الجديد الذي سيشمل لوس أنجلوس وسان خوسيه وفانكوفر. في 11 كانون الأول (ديسمبر) 1973 ، منحت الرابطة فريق توسع إلى سياتل سيكون مملوكًا لمجموعة من رجال الأعمال المحليين بقيادة والتر داجات من شركة Alpac؛ سيلعب الفريق في ملعب ميموريال في القسم الغربي جنبًا إلى جنب مع الفرق الجديدة في لوس أنجلوس وسان فرانسيسكو (انتقل لاحقًا إلى سان خوسيه) وفانكوفر. أقيمت مسابقة التسمية في يناير 1974 ، مع قائمة مختصرة من ستة متسابقين نهائيين: Cascades و Evergreens و Mariners و Schooners و Sockeyes و Sounders. تم الإعلان عن فوز "Sounders" في المسابقة في 21 يناير، بعد أن تم اختيارها بنسبة 32 بالمائة من 3735 صوتًا أدلى بها الجمهور.
تم طي الامتياز في 6 سبتمبر 1983، بعد أن كافح أصحاب الأغلبية فرانك وفينس كولوتشيو لإبقاء النادي واقفاً على قدميه حتى لم يتأهل الفريق إلى التصفيات. اشترت عائلة Coluccio الامتياز في عام 1979.

## الملعب
لعب The Sounders في ملعب Memorial في أول موسمين قبل الانتقال إلى Kingdome. في 25 أبريل 1976 ، شاهد 58218 سياتل ساوندرز ونيويورك كوزموس في أول حدث رياضي أقيم في المملكة. من 1979 إلى 1982 ، تنافسوا في ثلاث حملات NASL Indoor ، ولعبوا ألعابهم المنزلية أيضًا في Kingdome.